# Olympische Winterspiele 2006/Skilanglauf
Bei den XX. Olympischen Winterspielen 2006 in Turin fanden zwölf Wettbewerbe im Skilanglauf statt.
Auf einer Höhenlage von 1530 bis 1620 Metern gab es zwei Langlaufstrecken; die „rote“ war 6,2 km lang, die „gelbe“ 3,8 km. Die Zuschauerkapazität im Zielgelände betrug 8000 (davon 5400 Sitzplätze).
Die Verfolgungsrennen über 20 km bei den Herren und 10 km bei den Frauen wurden weiterentwickelt und nun jeweils an einem Stück – erste Streckenhälfte klassisch, zweite Hälfte im Freistil – gelaufen. Die moderne Bezeichnung hierfür ist Skiathlon. Dabei waren Skiwechsel erlaubt und beim Wechsel von der klassischen zur Skating-Stilart auch notwendig. Die Streckenlängen betrugen nun 30 km für die Männer und 20 km für die Frauen. Bei den Männern entfiel der bei früheren Veranstaltungen in einer Stilart ausgetragene Wettbewerb über 30 km, bei den Frauen der über die 5-km-Distanz. Dafür war bei Frauen und Männern zum ersten Mal der Team-Sprint im olympischen Programm.
Bei den Langläufern gab es in diesem Jahr keine so dominante Figur. Der Schwede Björn Lind wurde immerhin Sieger im Einzel- und dem neu eingeführten Team-Sprint. Bei den Frauen gewann die Estin Kristina Šmigun-Vähi zwei Langlauf-Goldmedaillen, die später durch – nicht geahndete – Dopingvorwürfe etwas in Zweifel gerieten.

## Dopingproblematik
Auch nach den geahndeten Dopingvorfällen der Winterspiele 2002 in Salt Lake City hatten zumindest einige Sportler daraus nichts gelernt. So wurden nach einer Razzia bei österreichischen Langläufern und Biathleten wiederum 30 Schachteln mit Medikamenten, mehr als 100 Spritzen und verschiedene Apparate für Bluttests und Transfusionen gefunden. Außerdem hatte sich der eigentlich gesperrte Trainer Walter Mayer unerlaubterweise nahe dem Team befunden und floh dann schnell. Diese Vorkommnisse zogen nachträgliche lebenslange Sperren – später reduziert bis 2010 – für die beiden Biathleten Wolfgang Perner und Wolfgang Rottmann sowie für ihre vier Langläuferkollegen Roland Diethart, Johannes Eder, Jürgen Pinter und Martin Tauber nach sich. 2009 erhob dann die Staatsanwaltschaft in Österreich Anklage wegen Verstoßes gegen die österreichischen Anti-Doping-Gesetze gegen weitere Funktionäre des ÖSV, u. a. Präsident Peter Schröcksnadel sowie Biathlon-Direktor Markus Gandler. Schröcksnadel, Gandler, Mayer, Sportmediziner Peter Baumgartl sowie die beiden Langläufer Tauber sowie Pinter kamen 2012 mit Freisprüchen davon. Der frühere Langlauf-Trainer Emil Hoch sowie die betroffenen Biathleten Perner und Rottmann wurden in erster Instanz zu bedingten Haft- und unbedingten Geldstrafen verurteilt. Im Rahmen der Doping-Nachtests für Olympiasportler ergaben sich auch für die Winterspiele 2006 vier weitere positive Befunde. Darunter soll sich nach Rundfunkberichten des Senders Deutschlandfunk auch die Langlauf-Doppelolympiasiegerin Kristina Šmigun-Vähi aus Estland befunden haben – inzwischen Vizepräsidentin des Nationalen Olympischen Komitees Estlands. Folgen ergaben sich daraus keine.

## Bilanz

### Medaillenspiegel
| Platz | Land        | Gold | Silber | Bronze | Gesamt |
| ----- | ----------- | ---- | ------ | ------ | ------ |
| 1     | Schweden    | 3    | –      | 2      | 5      |
| 2     | Estland     | 3    | –      | –      | 3      |
| 3     | Russland    | 2    | 2      | 3      | 7      |
| 4     | Italien     | 2    | –      | 2      | 4      |
| 5     | Tschechien  | 1    | 2      | –      | 3      |
| 6     | Kanada      | 1    | 1      | –      | 2      |
| 7     | Deutschland | –    | 3      | 1      | 4      |
| 8     | Norwegen    | –    | 3      | 1      | 4      |
| 9     | Frankreich  | –    | 1      | –      | 1      |
| 10    | Österreich  | –    | –      | 1      | 1      |
| 11    | Finnland    | –    | –      | 1      | 1      |
| 12    | Polen       | –    | –      | 1      | 1      |

### Medaillengewinner
| Konkurrenz           | Gold                                                                    | Silber                                                             | Bronze                                                            |
| -------------------- | ----------------------------------------------------------------------- | ------------------------------------------------------------------ | ----------------------------------------------------------------- |
| Sprint Freistil      | Björn Lind                                                              | Roddy Darragon                                                     | Thobias Fredriksson                                               |
| Teamsprint klassisch | Björn Lind, Thobias Fredriksson                                         | Tor Arne Hetland, Jens Arne Svartedal                              | Iwan Alypow, Wassili Rotschew                                     |
| 15 km klassisch      | Andrus Veerpalu                                                         | Lukáš Bauer                                                        | Tobias Angerer                                                    |
| 30 km Skiathlon      | Jewgeni Dementjew                                                       | Frode Estil                                                        | Pietro Piller Cottrer                                             |
| 50 km Massenstart    | Giorgio Di Centa                                                        | Jewgeni Dementjew                                                  | Michail Botwinow                                                  |
| 4 × 10 km Staffel    | Giorgio Di Centa, Pietro Piller Cottrer, Fulvio Valbusa, Cristian Zorzi | Tobias Angerer, Jens Filbrich, Andreas Schlütter, René Sommerfeldt | Mathias Fredriksson, Mats Larsson, Johan Olsson, Anders Södergren |

| Konkurrenz           | Gold                                                                       | Silber                                                                | Bronze                                                                  |
| -------------------- | -------------------------------------------------------------------------- | --------------------------------------------------------------------- | ----------------------------------------------------------------------- |
| Sprint Freistil      | Chandra Crawford                                                           | Claudia Künzel                                                        | Aljona Sidko                                                            |
| Teamsprint klassisch | Lina Andersson, Anna Olsson                                                | Sara Renner, Beckie Scott                                             | Virpi Kuitunen, Aino-Kaisa Saarinen                                     |
| 10 km klassisch      | Kristina Šmigun                                                            | Marit Bjørgen                                                         | Hilde Gjermundshaug Pedersen                                            |
| 15 km Skiathlon      | Kristina Šmigun                                                            | Kateřina Neumannová                                                   | Jewgenija Medwedewa                                                     |
| 30 km Massenstart    | Kateřina Neumannová                                                        | Julija Tschepalowa                                                    | Justyna Kowalczyk                                                       |
| 4 × 5 km Staffel     | Natalja Baranowa, Larissa Kurkina, Jewgenija Medwedewa, Julija Tschepalowa | Viola Bauer, Stefanie Böhler, Claudia Künzel, Evi Sachenbacher-Stehle | Antonella Confortola, Arianna Follis, Gabriella Paruzzi, Sabina Valbusa |

## Ergebnisse Männer

### Sprint Freistil
| Platz | Land | Sportler             | Zeit (min)  |
| ----- | ---- | -------------------- | ----------- |
| 1     | SWE  | Björn Lind           | 2:26,5 (F)  |
| 2     | FRA  | Roddy Darragon       | 2:27,1 (F)  |
| 3     | SWE  | Thobias Fredriksson  | 2:27,8 (F)  |
| 4     | ITA  | Cristian Zorzi       | 2:31,7 (F)  |
| 5     | ITA  | Freddy Schwienbacher | 2:23,9 (KF) |
| 6     | ITA  | Loris Frasnelli      | 2:25,2 (KF) |
| 7     | NOR  | Johan Kjølstad       | 2:25,6 (KF) |
| 8     | EST  | Anti Saarepuu        | 2:27,9 (KF) |
| 9     | NOR  | Ola Vigen Hattestad  | 2:29,0 (HF) |
| 10    | NOR  | Tor Arne Hetland     | 2:43,2 (HF) |
|       |      |                      |             |
| 20    | AUT  | Martin Stockinger    | 2:27,1 (VF) |
| 24    | AUT  | Harald Wurm          | 2:23,4 (VF) |
| 30    | SUI  | Christoph Eigenmann  | 2:25,6 (VF) |

Datum: 22. Februar 2006, 10:30 Uhr (Qualifikation) / 14:00 Uhr (Finale)
Streckenlänge: 1325 m; Höhenunterschied: 26 m; Maximalanstieg: 26 m; Totalanstieg: 47 m
80 Teilnehmer aus 34 Ländern, alle in der Wertung.
F = Finale; KF = Kleines Finale; HF = Halbfinale; VF = Viertelfinale
Nach einer Qualifikation erreichten 30 Läufer die Viertelfinals (5 Läufe mit je 6 Läufern) und die Halbfinalläufe (2 Läufe mit je 5 Läufern). Es folgten ein B-Finale um die Plätze 5 bis 8 und das Finale von 4 Läufern um die Medaillen. Die Schweden Lind und Fredriksson setzten mit dem Olympiasieg sowie dem dritten Platz die guten Ergebnisse der schwedischen Mannschaft in Sprintwettbewerben fort. Favorit Lind, der bereits im Qualifikationsrennen deutlich Schnellster gewesen war, gewann auch seine weiteren Läufe. Enttäuschend war das Ergebnis für die mitfavorisierten Läufer aus Norwegen, von denen keiner das A-Finale erreichte.
Das B-Finale um die Plätze 5 bis 8 war schneller als das A-Finale um die Medaillen.

### Teamsprint klassisch
| Platz | Land | Sportler                               | Zeit (min)   |
| ----- | ---- | -------------------------------------- | ------------ |
| 1     | SWE  | Thobias Fredriksson Björn Lind         | 17:02,9 (F)  |
| 2     | NOR  | Tor Arne Hetland Jens Arne Svartedal   | 17:03,5 (F)  |
| 3     | RUS  | Iwan Alypow Wassili Rotschew           | 17:05,2 (F)  |
| 4     | GER  | Jens Filbrich Andreas Schlütter        | 17:14,0 (F)  |
| 5     | FIN  | Keijo Kurttila Lauri Pyykönen          | 17:21,5 (F)  |
| 6     | KAZ  | Jewgeni Koschewoi Nikolai Tschebotko   | 17:25,1 (F)  |
| 7     | POL  | Maciej Kreczmer Janusz Krężelok        | 17:26,3 (F)  |
| 8     | SVK  | Martin Bajčičák Ivan Bátory            | 17:30,9 (F)  |
| 9     | ITA  | Giorgio Di Centa Freddy Schwienbacher  | 17:31,3 (F)  |
| 10    | CZE  | Dušan Kožíšek Martin Koukal            | 17:49,6 (F)  |
|       |      |                                        |              |
| 15    | SUI  | Reto Burgermeister Christoph Eigenmann | 17:49,6 (HF) |

Datum: 14. Februar 2006, 11:40 Uhr
Streckenlänge: 1325 m; Höhenunterschied: 26 m; Maximalanstieg: 26 m; Totalanstieg: 47 m
48 Teilnehmer aus 24 Ländern, davon 44 in der Wertung.
F = Finale; HF = Halbfinale
Der Wettbewerb wurde in sechs Runden ausgetragen. Er bestand aus zunächst zwei Vorläufen bzw. den Halbfinals, denen das Finalrennen folgte, für das sich die fünf erstplatzierten Teams aus jedem Vorlauf qualifizierten. Die Teams bestanden aus je zwei Läufern, die sich in jeder Runde abwechselten.
Es siegte das schwedische vor dem norwegischen Tandem, das damit die einzige Medaille für die norwegische Mannschaft in Langlaufsprintwettbewerben gewann. Das deutsche Team hatte sich Hoffnungen auf eine Medaille gemacht, verpasste diese jedoch. Das auf Platz 17 rangierte österreichische Teams (Johannes Eder, Jürgen Pinter) wurde im April 2007 nachträglich disqualifiziert.

### 15 km klassisch
| Platz | Land | Sportler          | Zeit (min) |
| ----- | ---- | ----------------- | ---------- |
| 1     | EST  | Andrus Veerpalu   | 38:01,3    |
| 2     | CZE  | Lukáš Bauer       | 38:15,8    |
| 3     | GER  | Tobias Angerer    | 38:20,5    |
| 4     | RUS  | Wassili Rotschew  | 38:24,4    |
| 5     | EST  | Jaak Mae          | 38:35,2    |
| 6     | SWE  | Johan Olsson      | 38:38,8    |
| 7     | GER  | Andreas Schlütter | 38:44,7    |
| 8     | RUS  | Sergei Nowikow    | 39:15,0    |
| 9     | FIN  | Sami Jauhojärvi   | 39:15,3    |
| 10    | SWE  | Anders Södergren  | 39:17,1    |
| 11    | GER  | René Sommerfeldt  | 39:17,2    |
|       |      |                   |            |
| 29    | SUI  | Christian Stebler | 40:38,6    |
| 43    | GER  | Franz Göring      | 41:29,9    |

Datum: 17. Februar 2006, 10:00 Uhr
Höhenunterschied: 76 m; Maximalanstieg: 54 m; Totalanstieg: 522 m
99 Teilnehmer aus 46 Ländern, davon 96 in der Wertung.
Nach Kristina Šmigun gewann auch Andrus Veerpalu Gold für Estland. Mit Jaak Mae belegte ein weiterer Este Platz 5. Für die erste Medaille des deutschen Teams sorgte Tobias Angerer, nachdem die Wettbewerbe zuvor gemessen an den eigenen Erwartungen und denen der Öffentlichkeit enttäuschend verlaufen waren. Martin Tauber (AUT), ursprünglich als Achter geführt, wurde im April 2007 nachträglich disqualifiziert.

### 30 km Skiathlon
| Platz | Land | Sportler              | Zeit (h)  |
| ----- | ---- | --------------------- | --------- |
| 1     | RUS  | Jewgeni Dementjew     | 1:17:00,8 |
| 2     | NOR  | Frode Estil           | 1:17:01,4 |
| 3     | ITA  | Pietro Piller Cottrer | 1:17:01,7 |
| 4     | ITA  | Giorgio Di Centa      | 1:17:03,2 |
| 5     | SWE  | Anders Södergren      | 1:17:04,3 |
| 6     | FRA  | Vincent Vittoz        | 1:17:07,5 |
| 7     | AUT  | Michail Botwinow      | 1:17:08,5 |
| 8     | SVK  | Martin Bajčičák       | 1:17:08,7 |
| 9     | UKR  | Maxim Odnodworzew     | 1:17:09,6 |
| 10    | CZE  | Lukáš Bauer           | 1:17:10,1 |
| 11    | LIE  | Markus Hasler         | 1:17:10,9 |
| 12    | GER  | Tobias Angerer        | 1:17:12,5 |
|       |      |                       |           |
| 22    | GER  | Jens Filbrich         | 1:18:38,2 |
| 36    | SUI  | Remo Fischer          | 1:20:19,7 |
| 40    | SUI  | Toni Livers           | 1:21:08,2 |
| 58    | SUI  | Reto Burgermeister    | 1:25:49,9 |

Datum: 12. Februar 2006, 13:45 Uhr
Höhenunterschied: 52 m (A) / 59 m (B); Maximalanstieg: 40 m (A) / 54 m (B); Totalanstieg: 366 m (A) / 498 m (B)
77 Teilnehmer aus 27 Ländern, davon 65 in der Wertung.
Das Rennen begann mit einem 15-Kilometer-Lauf im klassischen Stil (Massenstart), nach einem Skiwechsel folgte ein 15-Kilometer-Lauf im freien Stil. Dementjew und Estil sicherten sich ihre Medaillen durch die schnellste und zweitschnellste Zeit im freien Stil, während Piller Cottrer seinen dritten Platz nach dem klassischen Teilstück behaupten konnte. Lukáš Bauer, der beim Skiwechsel geführt hatte, fiel auf Platz 10 zurück. Anders Aukland, der nach dem klassischen Teilstück auf Platz 2 gelegen hatte, verlor sogar zweieinhalb Minuten und belegte Platz 29. Beim Gewinner der Silbermedaille, Frode Estil, war kurz nach dem Start bei einem Massensturz ein Ski gebrochen, wodurch er zwischenzeitlich an das Ende des Teilnehmerfelds zurückgefallen war.
Ähnlich wie für die deutschen Frauen verlief auch für die Läufer des Deutschen Skiverbands das erste olympische Rennen enttäuschend: Während René Sommerfeldt aufgab, verlor Tobias Angerer, der zum engsten Favoritenkreis gehört hatte, kurz vor dem Ziel den Anschluss und belegte nur Platz 12. Einen guten siebten Platz belegte der Österreicher Michail Botwinow. Sein Teamkollege Martin Tauber wurde im April 2007 nachträglich disqualifiziert.

### 50 km Massenstart Freistil
| Platz | Land | Sportler              | Zeit (h)  |
| ----- | ---- | --------------------- | --------- |
| 1     | ITA  | Giorgio Di Centa      | 2:06:11,8 |
| 2     | RUS  | Jewgeni Dementjew     | 2:06:12,6 |
| 3     | AUT  | Michail Botwinow      | 2:06:12,7 |
| 4     | FRA  | Emmanuel Jonnier      | 2:06:13,5 |
| 5     | ITA  | Pietro Piller Cottrer | 2:06:14,0 |
| 6     | SWE  | Anders Södergren      | 2:06:14,1 |
| 7     | CZE  | Martin Koukal         | 2:06:14,9 |
| 8     | CZE  | Jiří Magál            | 2:06:15,1 |
| 9     | FRA  | Vincent Vittoz        | 2:06:16,4 |
| 10    | SWE  | Mathias Fredriksson   | 2:06:17,1 |
|       |      |                       |           |
| 17    | GER  | Jens Filbrich         | 2:06:31,1 |
| 21    | SUI  | Remo Fischer          | 2:06:40,9 |
| 24    | GER  | Tobias Angerer        | 2:07:00,3 |
| 32    | SUI  | Toni Livers           | 2:07:25,4 |
| 36    | GER  | René Sommerfeldt      | 2:08:03,0 |
| 39    | LIE  | René Sommerfeldt      | 2:08:29,0 |
| 50    | SUI  | Christian Stebler     | 2:11:13,0 |

Datum: 26. Februar 2006, 10:00 Uhr
Höhenunterschied: 76 m; Maximalanstieg: 54 m; Totalanstieg: 1810 m
79 Teilnehmer aus 31 Ländern, davon 63 in der Wertung.
Lange Zeit gab es keine ernsthaften Versuche, das große Teilnehmerfeld zu sprengen: Nach 25 km bildeten noch über 50 Läufer die Spitzengruppe, nach 40 km immer noch etwa 40. Erst danach wurde das Tempo verschärft, das geschlossene Führungsfeld löste sich auf und es kam zum für Massenstartwettbewerb charakteristischen Ausscheidungsrennen, bei dem schwächere Läufer nach und nach abgehängt wurden – die letzten am letzten Anstieg kurz vor dem Ziel. Im Ziel kam zu einer Sprintentscheidung, an der noch ca. zehn Läufer beteiligt waren.

### 4 × 10 km Staffel
| Platz | Land / Sportler                                                                             | Zeit                                                        |
| ----- | ------------------------------------------------------------------------------------------- | ----------------------------------------------------------- |
| 1     | Italien Fulvio Valbusa Giorgio Di Centa Pietro Piller Cottrer Cristian Zorzi                | 1:43:45,7 h 25:54,0 min 26:50,6 min 24:59,1 min 26:02,0 min |
| 2     | Deutschland Andreas Schlütter Jens Filbrich René Sommerfeldt Tobias Angerer                 | 1:44:01,4 h 25:53,9 min 26:50,2 min 25:18,9 min 25:58,4 min |
| 3     | Schweden Mats Larsson Johan Olsson Anders Södergren Mathias Fredriksson                     | 1:44:01,7 h 25:53,4 min 26:55,4 min 25:00,5 min 26:12,4 min |
| 4     | Frankreich Christophe Perrillat-Collomb Alexandre Rousselet Emmanuel Jonnier Vincent Vittoz | 1:44:22,8 h 26:05,4 min 26:46,2 min 25:47,1 min 25:44,1 min |
| 5     | Norwegen Jens Arne Svartedal Odd-Bjørn Hjelmeset Frode Estil Tore Ruud Hofstad              | 1:44:56,3 h 25:53,0 min 26:50,8 min 25:42,8 min 26:29,7 min |
| 6     | Russland Sergei Nowikow Wassili Rotschew Iwan Alypow Jewgeni Dementjew                      | 1:45:09,9 h 26:03,7 min 26:39,8 min 25:58,2 min 26:28,2 min |
| 7     | Schweiz Reto Burgermeister Christian Stebler Toni Livers Remo Fischer                       | 1:45:10,9 h 26:02,0 min 26:50,2 min 25:46,4 min 26:32,3 min |
| 8     | Estland Aivar Rehemaa Andrus Veerpalu Jaak Mae Kaspar Kokk                                  | 1:45:23,8 h 26:45,7 min 26:39,9 min 25:32,0 min 26:26,2 min |
| 9     | Tschechien Martin Koukal Lukáš Bauer Jiří Magál Dušan Kožíšek                               | 1:46:03,3 h                                                 |
| 10    | Finnland Sami Jauhojärvi Tero Similä Olli Ohtonen Teemu Kattilakoski                        | 1:46:36,1 h                                                 |
| 11    | Kanada Devon Kershaw Sean Crooks Chris Jeffries George Grey                                 | 1:48:15,9 h                                                 |
| 12    | USA Kris Freeman Lars Flora Andrew Johnson Carl Swenson                                     | 1:48:44,2 h                                                 |
| 13    | Kasachstan Andrei Golowko Dmitri Jerjomenko Maxim Odnodworzew Jewgeni Koschewoi             | 1:49:03,6 h                                                 |
| 14    | Ukraine Roman Lejbjuk Wolodymyr Olschanskyj Oleksandr Puzko Mychajlo Humenjak               | 1:50:01,9 h                                                 |
| 15    | Volksrepublik China Xia Wan Li Geliang Zhang Chengye Zhang Qing                             | 1:50:40,5 h                                                 |
| DSQ   | Österreich Martin Tauber Jürgen Pinter Roland Diethart Johannes Eder                        |                                                             |

Datum: 19. Februar 2006, 10:00 Uhr;
Höhendifferenz: 59 m; Maximalanstieg: 54; Totalanstieg: 376 m;
16 Staffeln am Start, davon 15 in der Wertung.
Die zwei ersten Läufer bewältigten die Strecke im klassischen Stil, die zwei anderen im freien Stil. Es siegte die Staffel des Gastgebers. Die ebenfalls mitfavorisierten Deutschen liefen ausgeglichen und gewannen die Silbermedaille. Bronze ging an Außenseiter Schweden. Der Sieg der Italiener war vor allem Pietro Piller Cottrer zu verdanken, der seine Staffel auf der dritten Teilstrecke von Platz 5 auf Platz 1 führte und zusammen mit Anders Södergren, der von Platz 6 auf Platz 2 und dabei die schnellste Rundenzeit aller Teilnehmer lief, die Konkurrenz vorläufig abhängte. Tobias Angerer konnte auf dem letzten Abschnitt seine Staffel wieder an die schwedische heranführen und Mathias Fredriksson im Schlusssprint besiegen.
Wie bei den Frauen am Tag zuvor enttäuschte die norwegische Staffel, Olympiasieger von 2002 und amtierender Weltmeister, mit einem 5. Platz. Die österreichische Staffel wurde im April 2007 nachträglich disqualifiziert.

## Ergebnisse Frauen

### Sprint Freistil
| Platz | Land | Sportlerin       | Zeit (min)  |
| ----- | ---- | ---------------- | ----------- |
| 1     | CAN  | Chandra Crawford | 2:12,3 (F)  |
| 2     | GER  | Claudia Künzel   | 2:13,0 (F)  |
| 3     | RUS  | Aljona Sidko     | 2:13,2 (F)  |
| 4     | CAN  | Beckie Scott     | 2:14,7 (F)  |
| 5     | FIN  | Virpi Kuitunen   | 2:18,1 (KF) |
| 6     | NOR  | Ella Gjømle      | 2:18,2 (KF) |
| 7     | ITA  | Arianna Follis   | 2:20,3 (KF) |
| 8     | SLO  | Petra Majdič     | 2:21,5 (KF) |
| 9     | SWE  | Anna Dahlberg    | 2:18,9 (HF) |
| 10    | USA  | Kikkan Randall   | 2:19,1 (HF) |
|       |      |                  |             |
| 12    | GER  | Manuela Henkel   | 2:16,4 (VF) |
| 15    | SUI  | Laurence Rochat  | 2:18,9 (VF) |
| 20    | GER  | Stefanie Böhler  | 2:18,5 (VF) |
| 31    | GER  | Nicole Fessel    | 2:18,35 (Q) |
| 32    | SUI  | Seraina Mischol  | 2:18,83 (Q) |

Datum: 22. Februar 2006, 10:30 Uhr (Qualifikation) / 13:45 Uhr (Finale)
Streckenlänge: 1100 m; Höhenunterschied: 16 m; Maximalanstieg: 16 m; Totalanstieg: 37 m
66 Teilnehmerinnen aus 28 Ländern, alle in der Wertung.
F = Finale; KF = Kleines Finale; HF = Halbfinale; VF = Viertelfinale; Q = Qualifikation
Nach einer Qualifikation erreichten 30 Läuferinnen die Viertelfinals (5 Läufe mit je 6 Läuferinnen) und die Halbfinalläufe (2 Läufe mit je 5 Läuferinnen). Es folgte ein B-Finale um die Plätze 5 bis 8 und das Finale von 4 Läuferinnen um die Medaillen.

Beckie Scott, die Schnellste der Qualifikation, belegte im Finale nur den vierten Platz. Aljona Sidko erreichte ebenso souverän das Finale wie Claudia Künzel, die Viertel- und Halbfinale gewann, bevor sie von Chandra Crawford geschlagen wurde. Crawford, eine bislang eher unbekannte Außenseiterin, gewann bis auf die Qualifikation alle ihre Läufe und siegte im Finale souverän, während sich Künzel knapp gegen Sidko durchsetzte. Marit Bjørgen, die erfolgreichste Langlauf-Sprinterin der vorangegangenen Jahre, schied gesundheitlich angeschlagen bereits im Viertelfinale aus.

### Teamsprint klassisch
| Platz | Land | Sportlerinnen                       | Zeit (min) |
| ----- | ---- | ----------------------------------- | ---------- |
| 1     | SWE  | Anna Dahlberg Lina Andersson        | 16:36,9    |
| 2     | CAN  | Beckie Scott Sara Renner            | 16:37,5    |
| 3     | FIN  | Virpi Kuitunen Aino-Kaisa Saarinen  | 16:39,2    |
| 4     | NOR  | Marit Bjørgen Ella Gjømle           | 16:50,4    |
| 5     | GER  | Viola Bauer Evi Sachenbacher-Stehle | 17:03,5    |
| 6     | RUS  | Olga Moskalenko Aljona Sidko        | 17:08,5    |
| 7     | ITA  | Arianna Follis Gabriella Paruzzi    | 17:24,8    |
| 8     | JPN  | Nobuko Fukuda Madoka Natsumi        | 17:27,6    |
| 9     | KAZ  | Oxana Jazkaja Jelena Kolomina       | 17:42,8    |
| 10    | USA  | Kikkan Randall Wendy Kay Wagner     | 18:06,9    |

Datum: 14. Februar 2006, 10:00 Uhr
Streckenlänge: 1100 m; Höhenunterschied: 16 m; Maximalanstieg: 16 m; Totalanstieg: 37 m
32 Teilnehmerinnen aus 16 Ländern, alle in der Wertung.

Die einzelnen Rennen wurde im in 6 Runden im klassischen Stil ausgetragen. Der Wettbewerb bestand aus zunächst zwei Halbfinals, dem das Finalrennen folgte, für das sich die fünf erstplatzierten Teams aus jedem Lauf qualifizierten. Wie beim Teamsprint der Männer gewann das schwedische Tandem. Die weiteren Medaillenplätze belegte das kanadische vor dem finnischen Team. Das deutsche Team mit Evi Sachenbacher-Stehle (in ihrem ersten Einsatz nach ihrer Schutzsperre wegen eines erhöhten Hämoglobinwerts) hatte sich Hoffnungen auf eine Medaille gemacht, verpasste diese jedoch ebenso wie das norwegische Team mit Marit Bjørgen.

### 10 km klassisch
| Platz | Land | Sportlerin                   | Zeit (min) |
| ----- | ---- | ---------------------------- | ---------- |
| 1     | EST  | Kristina Šmigun              | 27:51,4    |
| 2     | NOR  | Marit Bjørgen                | 28:12,7    |
| 3     | NOR  | Hilde Gjermundshaug Pedersen | 28:14,0    |
| 4     | NOR  | Kristin Størmer Steira       | 28:21,0    |
| 5     | CZE  | Kateřina Neumannová          | 28:22,2    |
| 6     | SLO  | Petra Majdič                 | 28:22,3    |
| 7     | FIN  | Aino-Kaisa Saarinen          | 28:29,6    |
| 8     | CAN  | Sara Renner                  | 28:33,0    |
| 9     | FIN  | Virpi Kuitunen               | 28:51,4    |
| 10    | GER  | Viola Bauer                  | 29:03,6    |
|       |      |                              |            |
| 15    | SUI  | Seraina Mischol              | 29:30,4    |
| 17    | GER  | Claudia Künzel               | 29:31,6    |
| 20    | GER  | Evi Sachenbacher-Stehle      | 29:38,4    |
| 25    | SUI  | Laurence Rochat              | 30:02,2    |
| 38    | GER  | Stefanie Böhler              | 30:43,2    |
| 41    | SUI  | Seraina Boner                | 30:58,0    |

Datum: 16. Februar 2006, 10:00 Uhr
Höhenunterschied: 76 m; Maximalanstieg: 54 m; Totalanstieg: 362 m
72 Teilnehmerinnen aus 29 Ländern, davon 70 in der Wertung.

Das Rennen begann mit einem Intervallstart. Kristina Šmigun gewann ihre zweite Goldmedaille. Das 10-km-Rennen im klassischen Stil war das einzige, bei dem norwegische Läuferinnen erfolgreich waren. Marit Bjørgen, die bei ihren bisherigen Auftritten enttäuscht hatte, gewann Silber. Bronze ging an die bereits 41-jährige Hilde Gjermundshaug Pedersen vor Kristin Størmer Steira. Aus der deutschen Mannschaft konnte nur Viola Bauer, eine Spezialistin für Rennen im klassischen Stil, mit Platz 10 überzeugen.

### 15 km Skiathlon
| Platz | Land | Sportlerin                   | Zeit (min) |
| ----- | ---- | ---------------------------- | ---------- |
| 1     | EST  | Kristina Šmigun              | 42:48,7    |
| 2     | CZE  | Kateřina Neumannová          | 42:50,6    |
| 3     | RUS  | Jewgenija Medwedewa          | 43:03,2    |
| 4     | NOR  | Kristin Størmer Steira       | 43:06,3    |
| 5     | ITA  | Gabriella Paruzzi            | 43:18,9    |
| 6     | CAN  | Beckie Scott                 | 43:20,6    |
| 7     | RUS  | Olga Sawjalowa               | 43:23,7    |
| 8     | POL  | Justyna Kowalczyk            | 43:25,6    |
| 9     | RUS  | Julija Tschepalowa           | 43:39,5    |
| 10    | NOR  | Hilde Gjermundshaug Pedersen | 43:40,5    |
|       |      |                              |            |
| 18    | GER  | Claudia Künzel               | 44:48,1    |
| 24    | SUI  | Natascia Leonardi Cortesi    | 45:34,3    |
| 28    | GER  | Stefanie Böhler              | 45:56,9    |
| 52    | GER  | Manuela Henkel               | 48:21,8    |

Datum: 12. Februar 2006, 10:00 Uhr
Höhenunterschied: 36 m (A) / 59 m (B); Maximalanstieg: 33 m (A) / 54 m (B); Totalanstieg: 252 m (A) / 312 m (B)
67 Teilnehmerinnen aus 28 Ländern, davon 64 in der Wertung.

Das Rennen begann mit einem 7,5-Kilometer-Lauf im klassischen Stil (Massenstart), nach einem Skiwechsel folgte ein 7,5-Kilometer-Lauf im freien Stil. Šmigun und Neumannová lagen bereits nach der ersten Teilstrecke auf Medaillenplätzen, während sich Medwedewa im freien Stil von Platz 11 auf Platz 3 verbesserte. Petra Majdič, die beim Skiwechsel geführt hatte, verlor auf der zweiten Teilstrecke fast eine Minute und fiel auf Platz 11 zurück. Die große Favoritin Marit Bjørgen beendete das Rennen vorzeitig. Auch für die deutschen Läuferinnen begannen die Olympischen Spiele unglücklich, denn die mitfavorisierte Evi Sachenbacher-Stehle erhielt aufgrund eines zu hohen Hämoglobinwerts eine automatische fünftägige Schutzsperre und konnte somit nicht starten; die weiteren deutschen Läuferinnen blieben unter ihren Möglichkeiten.

### 30 km Massenstart Freistil
| Platz | Land | Sportlerin                | Zeit (h)  |
| ----- | ---- | ------------------------- | --------- |
| 1     | CZE  | Kateřina Neumannová       | 1:22:25,4 |
| 2     | RUS  | Julija Tschepalowa        | 1:22:26,8 |
| 3     | POL  | Justyna Kowalczyk         | 1:22:27,5 |
| 4     | NOR  | Kristin Størmer Steira    | 1:22:40,8 |
| 5     | ITA  | Gabriella Paruzzi         | 1:23:00,8 |
| 6     | GER  | Claudia Künzel            | 1:23:02,1 |
| 7     | UKR  | Walentyna Schewtschenko   | 1:23:07,9 |
| 8     | EST  | Kristina Šmigun           | 1:23:22,5 |
| 9     | RUS  | Olga Sawjalowa            | 1:23:28,5 |
| 10    | ITA  | Sabina Valbusa            | 1:23:37,6 |
|       |      |                           |           |
| 13    | GER  | Evi Sachenbacher-Stehle   | 1:25:15,8 |
| 16    | SUI  | Natascia Leonardi Cortesi | 1:25:32,0 |
| 20    | GER  | Stefanie Böhler           | 1:26:19,2 |
| 48    | GER  | Nicole Fessel             | 1:34:06,2 |

Datum: 24. Februar 2006, 11:30 Uhr
Höhenunterschied: 76 m; Maximalanstieg: 54 m; Totalanstieg: 1086 m
61 Teilnehmerinnen aus 23 Ländern, davon 50 in der Wertung.

Das Rennen begann mit einem Massenstart und glich einem Ausscheidungsrennen: Zwischen km 10 und km 20 konnte sich eine Spitzengruppe von zehn bis zwölf Läuferinnen absetzen, die sich ca. 2 Kilometer vor dem Ziel am letzten Anstieg bei einer weiteren Tempoverschärfung auflöste. Nur jene drei Läuferinnen konnten standhalten, die schließlich um den Sieg kämpften und die Podestplätze belegten. Kristin Størmer Steira wurde zum dritten Mal in einer olympischen Entscheidung 2006 Vierte und setzte die Reihe unglücklicher Auftritte des norwegischen Teams fort, das bei den Weltmeisterschaften und Olympischen Spielen der vorangegangenen Jahre zu den erfolgreichsten gehört hatte. Claudia Künzel verlor kurz vor dem Ziel den Anschluss an die Führenden und wurde Sechste.

### 4 × 5 km Staffel
| Platz | Land / Sportlerinnen                                                                                 | Zeit (min)                              |
| ----- | --- | --------------------------------------- |
| 1     | Russland Natalja Baranowa, Larissa Kurkina, Julija Tschepalowa, Jewgenija Medwedewa                  | 54:47,7 14:34,9 14:41,8 12:41,2 12:49,8 |
| 2     | Deutschland Stefanie Böhler, Viola Bauer, Evi Sachenbacher-Stehle, Claudia Künzel                    | 54:57,7 14:33,9 14:19,5 12:50,6 13:13,7 |
| 3     | Italien Arianna Follis, Gabriella Paruzzi, Antonella Confortola, Sabina Valbusa                      | 54:58,7 14:32,0 14:26,1 13:05,0 12:55,6 |
| 4     | Schweden Anna Olsson, Elin Ek, Britta Johansson Norgren, Anna-Karin Strömstedt                       | 55:00,3 14:23,9 14:38,6 12:55,0 13:02,8 |
| 5     | Norwegen Kristin Størmer Steira, Hilde Gjermundshaug Pedersen, Kristin Mürer Stemland, Marit Bjørgen | 55:21,8 14:23,5 14:29,3 13:03,7 13:25,3 |
| 6     | Tschechien Helena Balatková, Kamila Rajdlová, Ivana Janečková, Kateřina Neumannová                   | 55:46,3 14:40,8 15:03,0 13:16,6 12:45,9 |
| 7     | Finnland Aino-Kaisa Saarinen, Virpi Kuitunen, Riitta-Liisa Lassila, Kati Venäläinen                  | 55:55,8 14:21,1 14:30,4 13:13,4 13:50,9 |
| 8     | Ukraine Kateryna Hryhorenko, Tetjana Sawalij, Wita Jakymtschuk, Walentyna Schewtschenko              | 56:36,3 14:56,5 15:01,8 13:33,4 13:04,6 |
| 9     | Frankreich Aurélie Perrillat-Collomb, Karine Laurent Philippot, Cécile Storti, Émilie Vina           | 56:41,4                                 |
| 10    | Kanada Milaine Thériault, Sara Renner, Amanda Ammar, Beckie Scott                                    | 56:49,8                                 |
| 11    | Schweiz Seraina Mischol, Laurence Rochat, Natascia Leonardi Cortesi, Seraina Boner                   | 56:52,4                                 |
| 12    | Japan Nobuko Fukuda, Masako Ishida, Sumiko Yokoyama, Madoka Natsumi                                  | 56:57,8                                 |
| 13    | Kasachstan Oxana Jazkaja, Jewgenija Woloschenko, Jelena Kolomina, Swetlana Malachowa-Schischkina     | 57:52,9                                 |
| 14    | USA Wendy Wagner, Kikkan Randall, Sarah Konrad, Rebecca Dussault                                     | 57:58,4                                 |
| 15    | Belarus Alena Sannikawa, Ljudmila Karolik, Kazjaryna Rudakowa, Wolha Wassiljonak                     | 58:19,5                                 |
| 16    | Volksrepublik China Wang Chunli, Li Hongxue, Liu Yuanyuan, Song Bo                                   | 58:42,5                                 |
| 17    | Estland Piret Pormeister, Silja Suija, Kaili Sirge, Tatjana Mannima                                  | 60:24,4                                 |

Datum: 18. Februar 2006, 09:45 Uhr
Höhenunterschied: 59 m; Maximalanstieg: 54 m; Totalanstieg: 188 m
17 Staffeln am Start, alle in der Wertung.
Die ersten beiden Läuferinnen jeder Staffel absolvierten ihre Teilstrecke im klassischen Stil, die zwei weitere Läuferinnen im freien Stil. Das Rennen verlief äußerst abwechslungsreich: Nach der ersten Teilstrecke führte überraschenderweise die japanische Staffel, die späteren Medaillengewinner lagen zu diesem Zeitpunkt auf den Plätzen 7 bis 9. Die zweite Strecke wurde durch ein sehr gutes Rennen Viola Bauers mitbestimmt, die wieder zur Spitzengruppe aufschließen konnte. Die späteren Siegerinnen aus Russland lagen zu diesem Zeitpunkt etwa 25 Sekunden zurück, doch Julija Tschepalowa konnte ihre Staffel auf der dritten Teilstrecke wieder an die führenden Staffeln heranführen. Herausragend war auch die Leistung Sachenbachers, die zum Ende der dritten Strecke einen Vorsprung von ca. 10 Sekunden auf das Verfolgerfeld herauslief. Die deutsche Schlussläuferin Künzel konnte diesen Vorsprung nicht verteidigen, wurde eingeholt und an der letzten Steigung von den Staffeln aus Russland, Schweden und Italien abgehängt. Durch eine herausragende Aufholjagd und einen erfolgreichen Schlussspurt auf der Zielgeraden konnte Künzel jedoch mehr als 10 Sekunden Rückstand aufholen, die Schlussläuferinnen Italiens und Schwedens überholen und die Silbermedaille gewinnen. Bronze ging an die Staffel des Gastgeberlandes vor den überraschend starken Schwedinnen.

Enttäuschend endete das Rennen für die favorisierte Staffel aus Norwegen, die bei jedem Wechsel unter den ersten führenden drei Staffeln lag, aber am Ende nur Platz 5 belegte. Auch Finnland fiel nach gutem Beginn auf den klassischen Strecken anschließend zurück.